# スィースターン・バルーチェスターン州

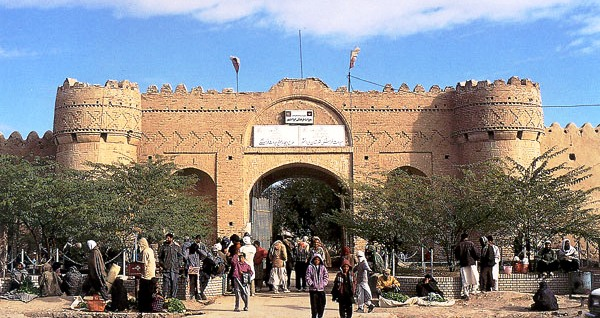
ガルエ・ナーセリー（イーラーン・シャフル）

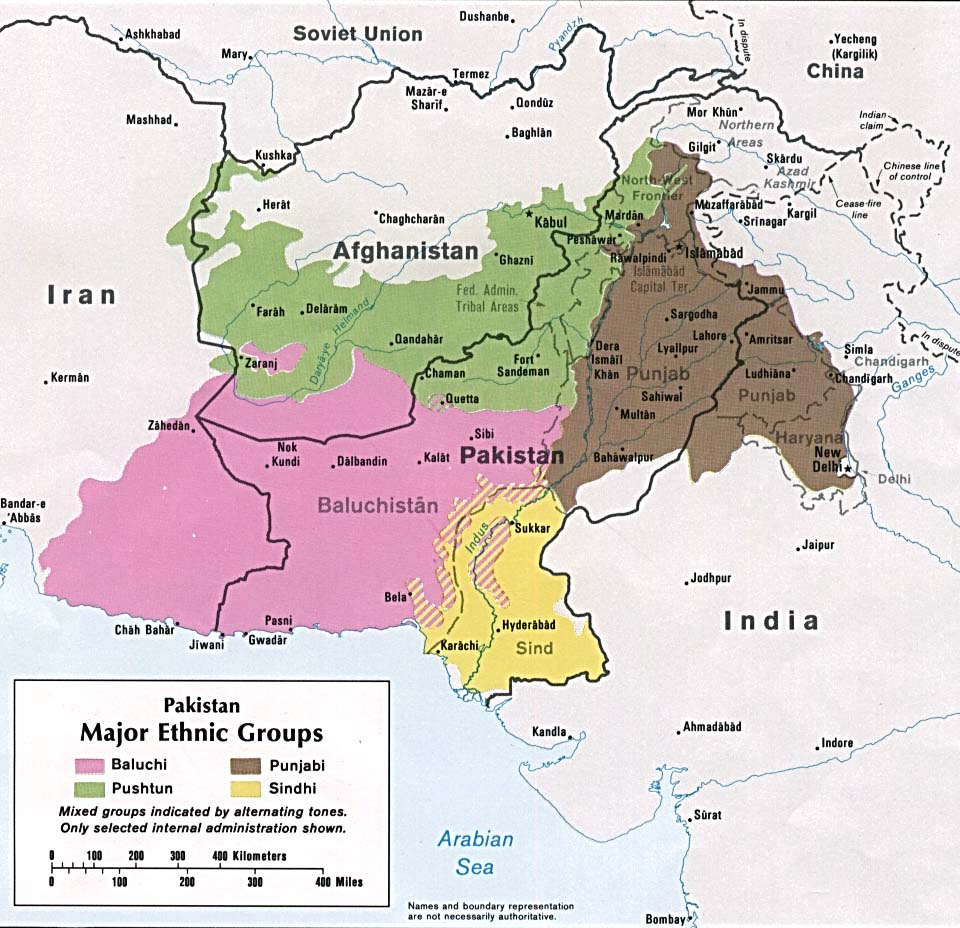
バローチスターンの範囲（マゼンタ色）は複数国家に広がっている。

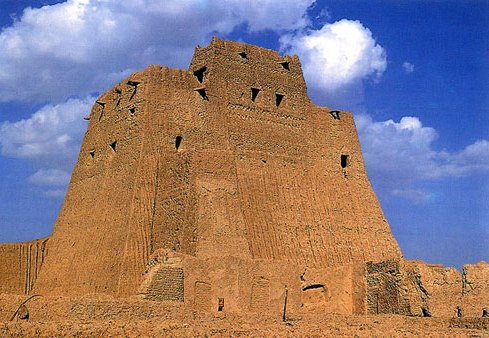
ガルエ・サーブ（在サラーヴァーン）

スィースターン・バルーチェスターン州（スィースターン・バルーチェスターンしゅう、ペルシア語: استان سیستان و بلوچستان, ラテン文字転写: Ostān-e Sīstān-o Balūchestān）は、イランの州（オスターン）である。イラン南東部にあってパキスタンおよびアフガニスタンと国境を接する。州都は人口42万のザーヘダーン。面積は181,600km²でイラン第2位。人口は278万。

## 名称
「バルーチェスターン」とはペルシア語でバルーチの地という意味であり、パキスタンにはバローチスターン州がある。またスィースターンは古くは「スィジスターン」 Sijistān سجستان と呼ばれていたもので、これは中世ペルシア語の「サカスターナ」すなわちサカの地に由来する。

## 地理
この州には山が幾つも存在する他、タフターン山のような活火山も見られる。また断層が幾つも走っていると考えられており、付近は地震の頻発地帯として知られており、2013年にもマグニチュード7クラスの地震が発生した。ちなみに、この2013年の地震は正断層型であった。

## 気候
北部のスィースターンと南部のバルーチェスターンの2地域からなる。これをあわせて今日のスィースターン・バルーチェスターン州は東から西に進むにつれ降水量が多くなるイランにあって、もっとも乾燥した地域であるが、海岸地帯では湿気が多い。
州内ではさまざまな方向からの季節風が吹く。スィースターンにおいて120日間にわたって吹く「レヴァール」、「グーッセ」、第七風「ガーヴ・コシュ」、南風「ナムビー」、インド洋のしめった季節風「フーシャク」、北風「グリーチュ」と西風「ギャルド」などが主要なものである。

## 隣接州
- ホルモズガーン州
- ケルマーン州
- 南ホラーサーン州
- ファラー州
- ニームルーズ州
- バローチスターン州

## 行政区分

### 主要都市
- イーラーンシャフル（英語版）（ペルシア語: ايرانشهر, 英語: Iranshahr）
- チャーバハール（ペルシア語: چابهار, 英語: Chah Bahar）
- ハーシュ（英語版）（ペルシア語: خاش, 英語: Khash）
- ザーボル（ペルシア語: زابل, 英語: Zabol）
- ザーヘダーン（ペルシア語: زاهدان, 英語: Zahedan）
- サラーヴァーン（英語版）（ペルシア語: سراوان, 英語: Saravan）
- ニーク・シャフル（英語版）（ペルシア語: نيك شهر, 英語: Nik Shahr）

## 歴史

### ジーロフト文化
ザーヘダーンとザーボルの間にあるシャフレ・ソフテには、ジーロフト文化が栄えていた。

### スィースターン
スィースターン（ペルシア語: سیستان）はイラン南東部とアフガニスタン南西部の国境地帯であり、イラン領のスィースターン・バルーチェスターン州の一部とアフガニスタンのニームルーズ州の一部から構成される。
ビーストゥーンおよびペルセポリスに碑文では、スィースターンはダーラヤワウ大王の東方領域であると記されている。先述のようにスィースターンの名はサカ族に由来する。サカ族はアーリア人の支族で、紀元前128年にこの地域の支配権を握った。現在のスィースターンはサカ族支配地域の極西部であった。スィースターンに住んだサカ族はアルシャク朝期（紀元前63年 - 220年）にパンジャーブへと放逐された。
サーサーン朝から初期イスラーム期まで、スィースターンは相当に繁栄したようである。スィースターンがサーサーン朝の統治下に入ったのはアルダシール1世の時である。スィースターンの地はゾロアスター教との関わりが非常に強い地であり、サーサーン朝期にはハームーン湖（Daryācheh-ye Sīstan）はゾロアスター教徒の2大巡礼地のうちの1つであった。ゾロアスター教伝承において、ハームーン湖はゾロアスターの種の保持者である。これは世界の最終的刷新の直前に3人の処女が湖に入り、それぞれが世界の最終的刷新において人類の救世主となるサオシュヤントを生むというものである。スィースターンにおける最も著名な考古学遺跡にクーヘ・ハージェフ（ペルシア語: کوه خواجه - Kuh-e Khvājeh）があるが、これはハームーン湖の中央に島となっている丘である。その後644年、サーサーン朝は最終的に崩壊し、アラブ・イスラーム勢力下に入った。
ヤアクーブ・イブン・アル＝ライス・アル＝サッファールが支配者となり、のち数世紀にわたってこの地域を支配するサッファール朝（861年 - 1003年）を築いた。サッファール朝、サーマーン朝、ガズナ朝、セルジューク朝などの諸王朝は、その期間すべて本地域を統治した。叙事詩シャーナーメでは、スィースターンはザーブリスターンと呼ばれ、作者フェルドウスィーはザーブリスターンを神話的な英雄王ロスタムの故地として記述している。これは当地域の街ザーボルから取ったもので、ザーボルは近代に至るまでスィースターンの中心都市であった。
のちモンゴル帝国の侵入があり、大きな損害を受ける。1508年、サファヴィー朝のシャー・イスマーイール1世がスィースターンを征服したが、ナーディル・シャーの時期には再び混乱に陥っている。

### バルーチェスターン
バルーチェスターンは古くは「モカ」といい、時の経過とともに「モクラーン」となった。モクラーンは現在はバルチェスターン南部地域を指す。この地域がバルーチェスターンと呼ばれるようになったのはバルーチ人が住み着いて以降のことである。バルーチェスターンの小丘上に残る遺跡調査によれば、歴史は紀元前3000年ころにさかのぼる。
この地域がイスラーム勢力に征服されたのは、第二代カリフ・ウマルの時代であり、アラブ軍司令官が統治者となった。916年にはブワイフ朝下に入り、さらにセルジューク朝が続いた。このときにケルマーン地方の一部となっている。

## 政治
近年、バローチ人の権利拡大を求める反政府武装組織『ジョンドッラー』（ペルシア語: جندالله、英語: Jundallah、「神の兵士」の意）が州内でゲリラ活動を活発化させ、イラン軍・治安部隊との戦闘が起きている。 最近ではイスラーム革命防衛隊を狙った爆弾攻撃も実行している。

## 経済

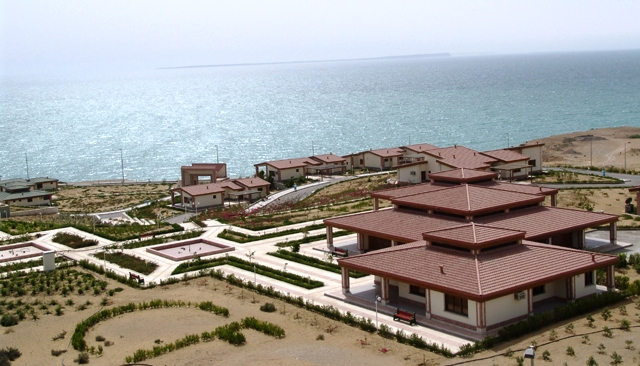
南部のオマーン海沿岸のチャーバハール。

この地域は、現在イランの中でも最も低開発の地域であり、荒涼とした貧しい地域である。イラン政府は、チャーバハール港にチャーバハール自由貿易地域を設置する計画やen:Iran–Pakistan gas pipelineなどの諸計画によって、テコ入れを図っている。同地域内への自動車工場の誘致に関する交渉が現在進行中である。
上記のチャーバハール港整備にはインドが5億ドルを投資し、2017年12月3日に開港式典が実施された。今後はアフガニスタン国境に近いザーヘダーンまで約500kmの鉄道敷設も予定している。これはインドのナレンドラ・モディ首相が2016年5月のイラン訪問時に表明した計画である。インドとしては敵対するパキスタンを迂回して、アフガニスタンなど中央アジアと貿易を拡大することができる。

## 住民

### 民族
スィースターン・バルーチェスターン州の南部および西部の人びとはほとんどがバローチ人である。スィースターン・バルーチェスターン州の人びとは、その伝統的生活様式・規範を維持しており、イランの観光地の1つとなる潜在性をもつ。州内では「バラーフイー」と「バルーチ」の2部族が主要なもので、生業、生活、住居、慣習、伝統、移動経路など、それぞれ価値ある文化的背景をもつものである。

### 言語
バルーチ語を話す。

## 文化
多くの学者、説教師、文学者などを輩出した地域でもある。なかでもファッローヒー・スィースターニー、ヤアクーブ・イブン・アル＝ライス・アル＝サッファール、ロスタムなどが有名である。アーヤトッラー・スィースターニーも現在はイラクのナジャフにあるが本州出身である。

### 高等教育機関
- スィースターン・バルーチェスターン大学
- ザーボル大学
- イスラーム自由大学イーラーン・シャフル
- イスラーム自由大学ザーヘダーン
- ザーヘダーン医科大学
- ザーボル医科大学
- チャーバハール国際大学